# 彩虹邨天主教英文中學
彩虹邨天主教英文中學（縮寫：CHECSS；別稱彩天、彩記）是一所位於香港九龍區彩虹邨紫葳路1號的天主教全日制文法男子中學，創立於1965年2月28日，由香港天主教教區主辦。在創立的首個上學期跟天主教伍華中學及小學共用校舍:71。在2022-23年度，彩虹邨天主教英文中學有24個教學班，學生人數640名，教師人數約55名。該校的教育使命是「[本校]秉承天主教辦學宗旨，啟迪學生認識、體驗、實踐基督的精神，以達致全人教育」:4，校訓則為「懷著希望，迎接救贖；培育同學，救援他人。」該校亦有陸運會、藝墟、科學週等諸多學園文化活動，各類學會逾30個。

## 學校概況
彩虹邨天主教英文中學位於近港鐵彩虹站C4出口的彩虹邨紫葳路一號。學校佔地3,040平方米。
2022-23學年，學校共有24個教學班，640名學生，55名教師。

### 教學設施
學校目前設有教室24間，並有化學實驗室、電腦室等特別室15間。此外亦備有1間遠程教室，以供跨校實時協作教學活動，比如辯論比賽、跨地域視像交流。全部課室均裝有投影機、WI-FI及無線耳筒系統、空調。

### 體育設施
彩天雖擁有一個露天籃球場，但因校舍面積所限，其規格仍不及標準，此外亦没有其他標準運動場地。不過其擁有一間健身室，以及一個面積跟露天籃球場差不多的有蓋操場予供学生使用。

## 校園文化

### 校徽
彩天校徽的最上方為一個帶有光輝的十字架，其象徵着基督救世之光輝。十字架的下方寫着兩個拉丁文字——「SPES SALUS」，翻譯作英文即为「Hope and Salvation」（望、救）；「望、救」亦出現於最底下一本已攤開的《聖經》上。「望」的意思是希望学生在遇上困難時仍對天主抱有希望，此外亦同时希望学生的品德和行為能成為他人的希望；「救」則指天主救贖的恩典已於世上普及。《聖經》的上面為三條橫間，分别各配三原色之一，其意義有三，第一是以能混出所有顔色的三原色象徵天主是一切事物的根源；第二是指出學校位於彩虹村；第三是顯示學校生活十分豐富。整個校徽亦代表着校訓「懷着希望，迎接救贖；培育同學，救援他人。」本身。

### 刊物
學校有官方校報《飈》，一般每年出版1-2次，其創刊於1990年，前身《驛訊》則創刊於1975年。《飈》免費分發給學生，主要刊登學校的新聞動態、師生風采。學校有時會發行專門設計的紀念冊，例如50周年金禧纪念特刊。

### 活動
彩天自1975年起舉行首項創校慶典活動以來，每逢5年（1985-今）/10年（1965-1985）便會舉行創校週年紀念慶典活動，其中包括步行籌款、開放日、校慶感恩祭等，並製作、出售文件夾、尼龍背包、陶瓷盆栽等紀念物。
陸運會和水運會分别於1968年和1975年創立，每年皆有舉辦。陸運會的比賽項目包括100米跨欄、鐵餅比賽、親子競技賽、師生接力賽。水運會的比賽項目則有100米胸泳、200米捷泳、中小學友誼賽等。校內亦設有「藝墟」和「彩天音樂節」，年年未絕，並提供平台予學生們表演魔術、雜耍、唱歌等活動。彩天還會把某一些週份設定為「○○週」，並於該週舉辦一系列與設定主題有關的活動，比如數學週、中國文化週、科學週及宗教週。
此外在每年在校的最後一日，於該年畢業的學生会自發在小息或午飯前圍在走廊，一起唱校歌，並於夏季校服等物上簽名紀念。

### 學會
2023-2024年度彩天共有36個學會。它們可分為四大類：體育、學術、制服團隊及宗教，和興趣及藝術，其中包括劍擊學會、咖啡製作及食物製作學會、排球學會、科學學會、模型學會、戲劇學會、天主教同学会、籃球學會、棋會、電腦學會、越野長跑會、美術學會、中文學會、攝影學會、數學學會、圖書館學會、足球學會等，每個學會至少有一名負責老師，會長等職務則由學生負責。

## 教學情況

### 課程教育
2014年的校外評核報告指出，學校的課程為「六藝均衡」，且能因應學生的各項特點來制定。除此之外，還指出學校的活動和宗教道德教育能使學生學習得更多和培養良好的價值观。在教學學科上，學校開設的科目除了四個必修科（中文、英文、數學、公民與社會發展）外，還開設高中生會選修的15個選修科（預設選修3個），其中包括生物、化學、物理、旅遊與款待、數學延伸部分、中國歷史、世界史、資訊及通訊科技、地理、企業及財務會計概論、倫理及宗教道德、體育（中一至中六皆設有體育科，但選修體育的會在上選修科課堂时額外再有體育課）、健康管理與社會關懷、視覺藝術。在学習成績方面，2014年的校外評核報告雖指出在过去兩年的文憑試「取得符合本港學士學位的課程入學要求的百分率較全港日校校生的百分率為低」，但仍同時認為「與收錄相近水平中一學生的學校比較，學校在過去兩年的香港中學文憑考試表現良佳。」

### 獎學金體系
彩天自1993年起設立「彩虹獎學金」，設立目的是「鼓勵學生積極上進」。彩虹獎學金對每年中一至中五各班總成績第一名的學生頒發獎金。此外，學校的家教會及舊生會亦以設有多個獎學金的方式支持學校，包括由舊生蘇祐安和吴国鈞分别設立的「彩虹最佳進步獎學金」和「舊生運動員獎學金」:91；以及由家教會設立的「香港文憑試獎學金」。

### 師資情況
彩天自1965年創辦以來，規模不斷壯大。1965年時只有11個教學班，學生440人，教師14人:71。截止到22-23年度，彩天共有教職工78人，其中教師55人，在校學生共有24個教學班，约640人。在2023-2024年，該校教師全部皆取得學士學位，並有約一半人擁有學士學位以上的学歷（包括碩士、博士等）。

## 辦學特色
彩天的教育方針傾向於「全人教育」，其在較為重視「兩文三語」發展的同時，亦十分重視「心靈教育」，培育學生正面價值觀、「律己、顧他、立人」的發展，以及天主教的五大核心價值「真理、正義、仁愛、生命和家庭」，使學生成為「人生領䄂」。为此，学校舉辦了各种不同的活動，包括探訪仁愛之家、體藝創意展才華、陽光計劃等，並以「雙班主任制度」及班级经營培育該校認定的良好價值觀。
此外彩天亦十分重視學生培養自主學習的態度，所以其有設立電子圖書館、电子化学習平台等渠道予学生實踐電子學習。

### 體育
彩天的學生在欖球、足球、田徑，以及乒乓球方面被外界人士評為「表現出色」，亦曾創过多項記錄。其田徑隊連續23年位列香港学界最高水平的第一組別作賽，亦是黃大仙區唯一在第一組別作賽的隊伍，不過在16-17年度跌入第二組別，不能维持其组别地位24年；彩天後於2018年的第二組別校際田徑錦標賽中獲得第2名，重奪於第一組別作賽的資格。欖球方面，彩天的欖球隊曾於12年的港九區校際第一組別甲組以12比7的分數擊敗拔萃男書院，獲得冠軍。13年和16年甲組欖球隊亦再度拿取冠軍:75。14、15、18年則拿取亞軍。
手球隊亦是學校近年成績較出眾的體育項目，自2022年成立以來，奪得過學界分組冠軍，同時打入精英賽。。

## 歷任校監與校長
自彩天創校以來共歷經4名校長、9名校監。
校長方面，1965至1979年由劉祖祐出任首任校長:71。黃浩威於1979年接替在暑假突然病逝的劉祖祐，先署任一年，再於翌年真除為第二任校長:72。李寶雄則於1990年接替榮休的黃浩威:72，成为第三任校長，其任期一直到2014年榮休为止:75。何家欣則於2014年接任校長一職，成為第四任（現任）校長:75，其亦是彩天首名女校長。
校監方面，1965年至1972年，由曾於美國研究神學的雷志遠神父擔任彩天的首任校監:71。1972年至1989年，由曾向教區建議設立教區視聽中心（教區因其建議以設立）的劉蘊遜神父擔任第二任校監:71。薛勵民神父則於1989年至1994年接任劉蘊遜神父，任第三任校監:72。1994年至1996年，戴華迪神父擔任校監:72。1996年至2001年，譚學文神父任第五任校監:73。2001至2006年，麥安華神父擔任第六任校監:73。2006至2010年，田雅超神父任第七任校監:74。2010年至2017年，周孝忠神父擔任第八任校監:74。現任校監則为張明德神父。

## 對外合作
彩天自2009年一直與台灣天主教輔仁中學有着互訪計劃:43，進行學術文化交流活動，使学生能了解兩地差異、發揮潛能:43。兩者更於2015年2月9日正式進行締結儀式，締結为姊妹學校。此外亦跟長沙灣天主教英文中學维持友好關係。聯校活動則包括派遣學生及負責老師到其他小學進行福傳綜合表演和擔任他校比赛的計時工作，以及與其他學校一起舉辦英語會話訓練。

## 校友
彩天校友僅列舉部分求學或畢業於彩虹邨天主教英文中學的學生。

### 體育界
彩天校友中的體育界人士有香港足球運動員曾健晃（只在彩天完成中一課程便轉校）及其兄曾至孝，香港男子田徑運動員、香港男子100米及4X100米的紀錄保持者徐志豪，83年畢業舊生、前香港跳遠紀錄保持者陳家超，香港田徑隊成員盧倪峰，香港賽艇運動員、香港首位賽艇世界盃獎牌得主關騏昌，前香港標槍紀錄保持者于子猇。

### 學界
彩天校友中的學界人士包括，1984年畢業生、香港大學李嘉誠醫學院副院長（人力資本）、內科學系臨床教授梁如鴻，香港中文大學電子工程學系教授湛偉權，西北工業大學軟件與微電子學院教授周巧明，香港浸會大學社會科學院體育系副教授湯國強，香港理工大學專上學院副院長洪國華，香港理工大學理大物流及航運學系副教授葉子良，珠海學院、香港專業進修學校與教育大學講師何民傑、香港理工大學醫療科技及資訊學系客座副教授張浩賢。

### 文學藝術界及其他
彩天校友中的文學藝術界及其他界別人士包括作家梁望峰，藝人駱應鈞，香港前電台總監、前助理廣播處長周國豐，電視節目主持及多媒體創作人梁梓禧，前亞洲和無綫電視藝員黃韻材，東華三院執行總監蘇祐安，歌手謝高縉、電影導演宋豪輝。